# Triumph Model H
La Triumph Model H, conosciuta anche come Type H e The Trusty, era una motocicletta britannica prodotta dalla Triumph Engineering Co Ltd di Coventry, Gran Bretagna.
All'inizio della prima guerra mondiale il governo britannico necessitava di mezzi di comunicazioni efficaci con le truppe al fronte. Finora il mezzo di trasporto usato dai messaggeri era costituito dal cavallo che venne sostituito dalla motocicletta. Furono provati diversi modelli per verificarne la rispondenza e alla fine venne scelta la Triumph Model H. La moto aveva la trasmissione finale a cinghia ed aveva un motore monocilindrico quattro tempi da 550 cc di cilindrata raffreddato ad aria. Era la prima Triumph che si poteva considerare una vera motocicletta in quanto non era dotata anche dei pedali.
Rispetto alla precedente Model A il motore comprendeva un singolo albero a camme con due sole camme, con le quali venivano sostituite le camme separate per le valvole di aspirazione e scarico. Anche la fusione del cilindro era nuova. Il diametro delle valvole in testa era stato allargato e le valvole furono maggiormente distanziate. La Model H era dotata di un cambio a tre marce prodotto dalla Sturmey-Archer che veniva azionato con un sistema manuale.
Più di 30.000 Model H erano state prodotte per la fine del conflitto nel 1918. La Triumph Engineering Co Ltd aveva usato fin dal 1910 lo slogan Trusty Triumph e la Model H divenne conosciuta come The Trusty perché si era dimostrata affidabile anche nelle condizioni operative dei teatri di guerra nonostante la molla della sospensione anteriore si fosse dimostrata debole e incline a rompersi sui terreni difficili. Per ovviare a questo problema, per precauzione, i conducenti ci montavano anche una cinghia di pelle.

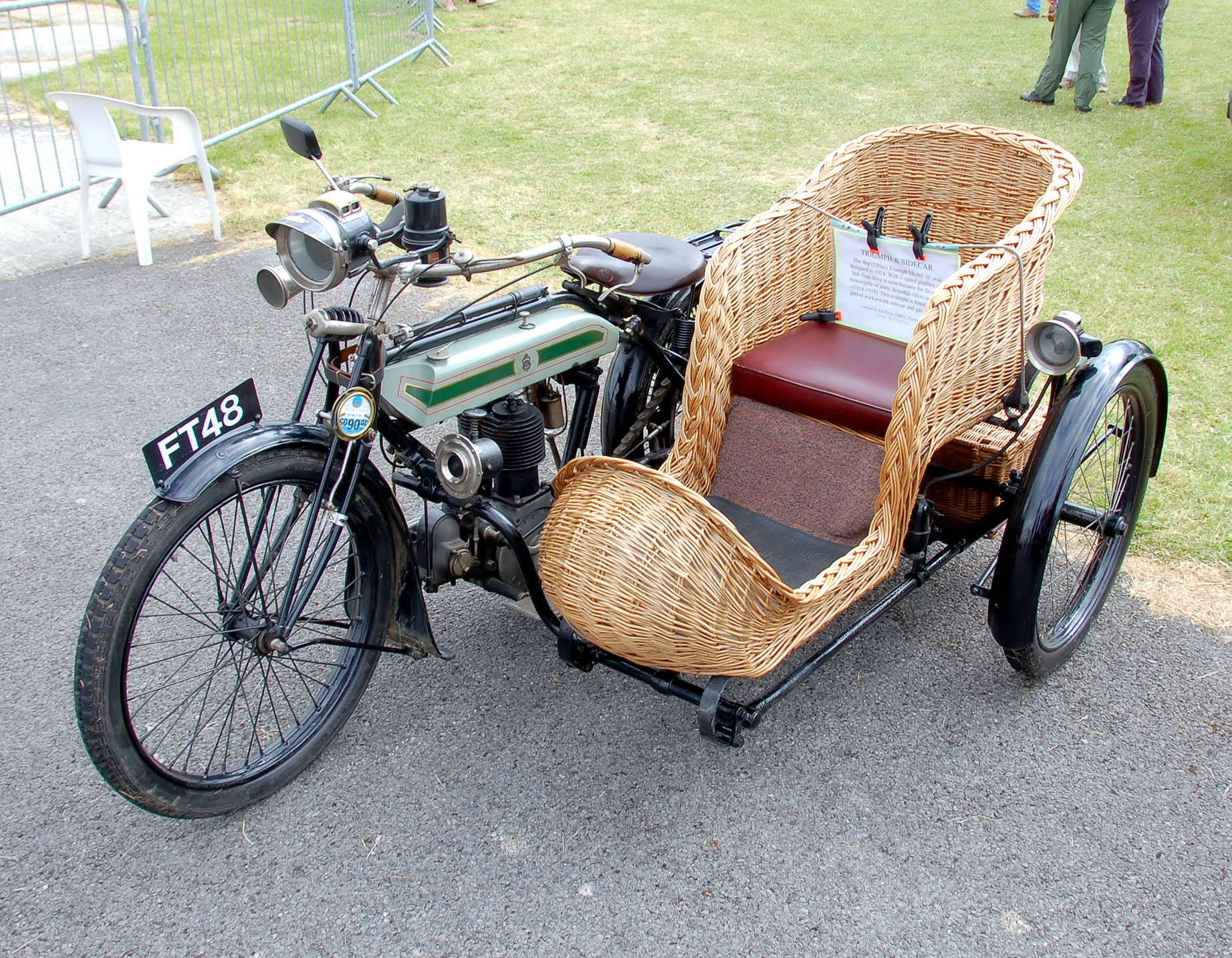

Dopo la conclusione della guerra la motocicletta non era abbastanza veloce per le competizioni, che allora costituivano uno dei principali mercati per le motociclette, e la Triumph allora si rivolte ad Harry Ricardo che realizzò un modello designato Model R Roadster. Quando nel 1923 la produzione della Model H venne interrotta ne erano state costruiti 57.000 esemplari.